# Manuskrypty z jaskiń w Dunhuang

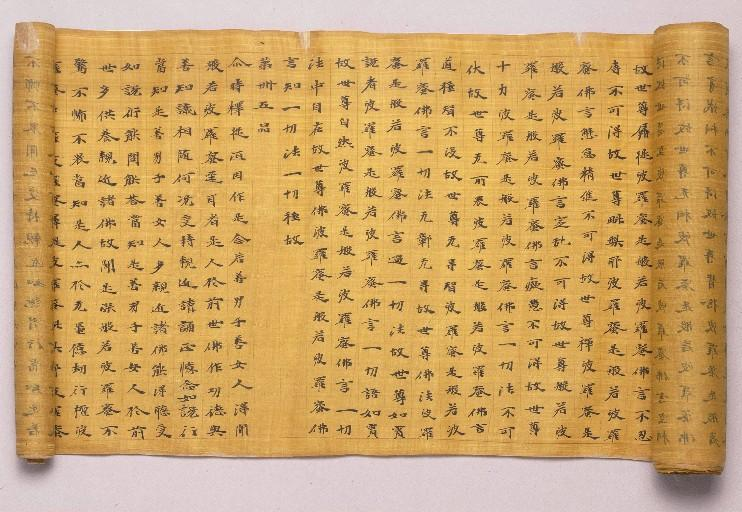
Chiński manuskrypt Mahāprajñāpāramitā Sūtry na jedwabiu z V wieku n.e.

Manuskrypty z jaskiń w Dunhuang – zbiory starożytnych manuskryptów odkryte w kompleksie buddyjskich jaskiń w pustynnym mieście Dunhuang w północno-zachodnich Chinach. 
Manuskrypty z różnych okresów historii buddyzmu zbierane były do około XI wieku w jaskiniach umiejscowionych na ówczesnych miejscach postojowych jedwabnego szlaku. Znaczącą rolę w odkryciu tych zbiorów odegrał Marc Aurel Stein, który w 1907 roku napotkał miejsce Dunhuang, znane ówcześnie jako jaskinia-biblioteka; odkryte przez mnicha Wanga Yuanlu, którego Stein namówił do sprzedaży manuskryptów. Od tego czasu wiele zbiorów trafiło do muzeów w Londynie, Paryżu, w Chinach, Rosji, Japonii i innych miejscach. 
Obecnie, w ramach międzynarodowego projektu, opublikowane zostały również w internecie. Projekt ten udostępnia ponad 70 000 pozycji: manuskrypty, malowidła, rzeźby, tekstylia, mapy i inne. Wchodzące w skład zbiorów manuskrypty napisane są głównie w językach: chińskim, tybetańskim, w sanskrycie, języku chotańskim i tocharskim; datuje się je na okres od kilku wieków przed naszą erą, aż do ok. 1200 roku naszej ery. Na uwagę zasługuje fakt, że manuskrypty pochodzą z okresów stosowania papieru w Chinach zanim użyto go w innych rejonach, np. Indiach. 
Spośród wielu archeologicznych zwojów szczególnie wyróżniają się sutry mahajany oraz tantry i komentarze z bardzo wczesnej historii buddyzmu tybetańskiego. Dopóki nie znano tych tekstów, wielu uczonych uważało, że dzogczen był tybetańską innowacją pochodzącą z o wiele późniejszego okresu (tzw. odkrywania term) i było przekonanych o jego pochodzeniu z autochtonicznej szamańskiej tradycji tybetańskiej bön. Jednak odkrycia w Dunhuangu udowodniły pochodzenie buddyjskie starożytnej tradycji dzogczen od początku istnienia buddyzmu w Tybecie. Tłumaczone obecnie przez uczonych manuskrypty zawierają stosowany do dziś podział buddyjskich tantr na Maha Jogę, Anu Jogę i Ati Jogę oraz przytaczają postać mistrza Padmasambhawy. 
Znalezione teksty związane z historią chanu, rzuciły nowe światło na jego rozwój w Chinach, kształtowanie się praktyki, ideologii i linii przekazu Dharmy zwanej patriarchatem chanu.
Poza tym wśród manuskryptów odnaleziono najstarszą astronomiczną mapę z VII wieku. Mapa ta zawiera chińskie gwiazdozbiory oraz gwiazdy znajdujące się w pobliżu bieguna.